# 170년

## 연호
- 후한(後漢) 건녕(建寧) 3년

## 기년
- 후한(後漢) 영제(靈帝) 3년
- 신라(新羅) 아달라 이사금(阿達羅泥師今) 17년
- 고구려(高句麗) 신대왕(新大王) 6년
- 백제(百濟) 초고왕(肖古王) 5년

## 사건
- 음력 2월, 신라, 시조묘를 중수(重修)하였다.
- 음력 7월, 신라의 수도 금성에 지진이 일어났고, 서리와 우박이 곡식을 해쳤다.
- 음력 10월, 백제가 신라의 변경을 쳐들어왔다.

## 문화
그렇다

## 탄생
•조조 휘하의 모사 곽가

## 참고 문헌
- 김부식 (1145), 《삼국사기》 〈권2〉 아달라 이사금 조(條)